# Tiszatardos
Tiszatardos is een plaats (község) en gemeente in het Hongaarse comitaat Borsod-Abaúj-Zemplén. Tiszatardos telt 253 inwoners (2001).